# Deborah Bertonoff
Deborah Bertonoff, auch Deborah Bin-Gorion, auch andere Namensschreibweisen, (hebräisch דבורה בֶּרטונוב; geboren 12. März 1915 in Tiflis, Russisches Kaiserreich; gestorben 19. April 2010 in Tel Aviv) war eine russisch-israelische Tänzerin, Choreographin,  Tanzpädagogin und Autorin.

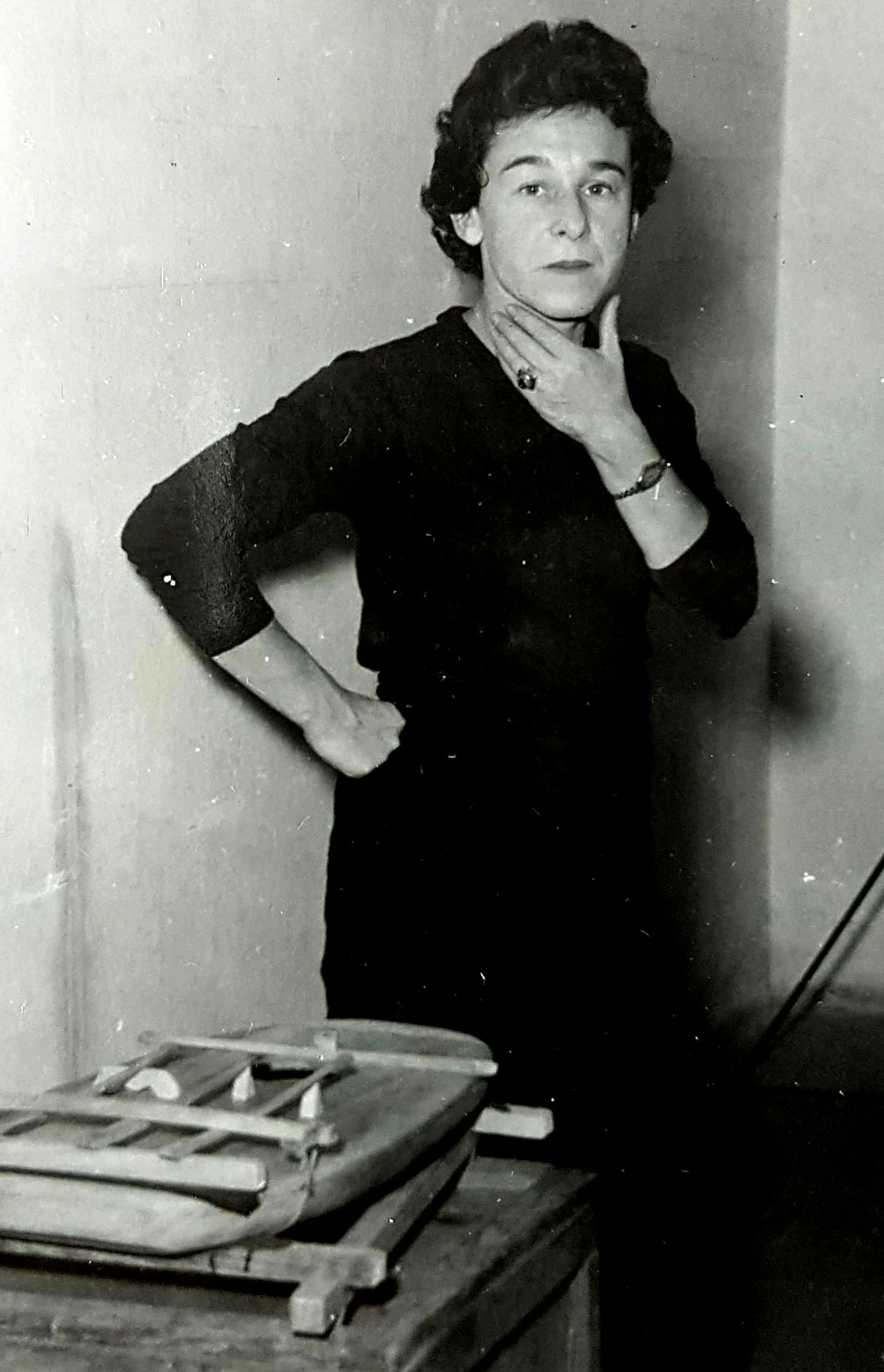
Deborah Bertonoff (um 1951)

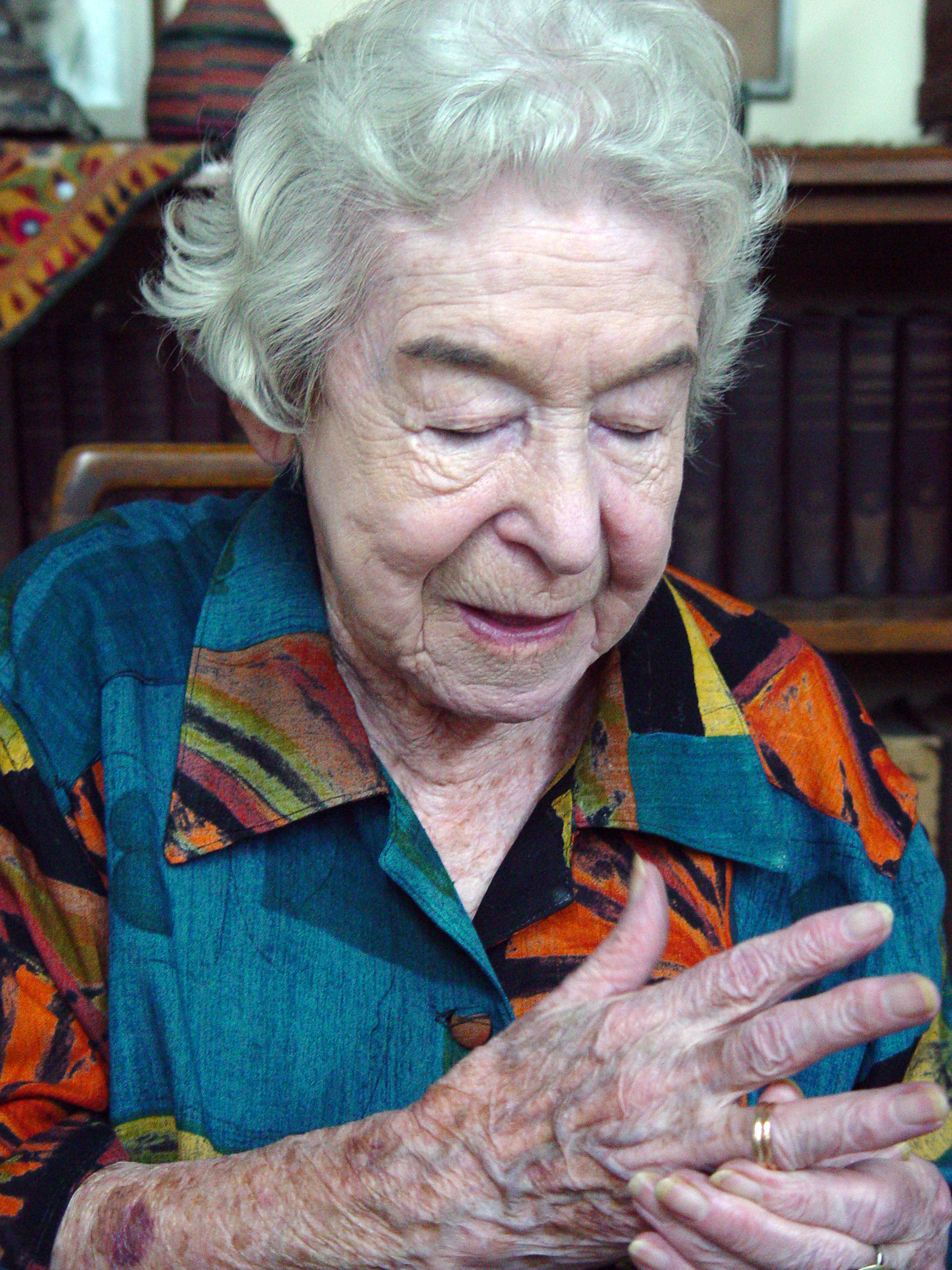
Deborah Bertonoff (2004)

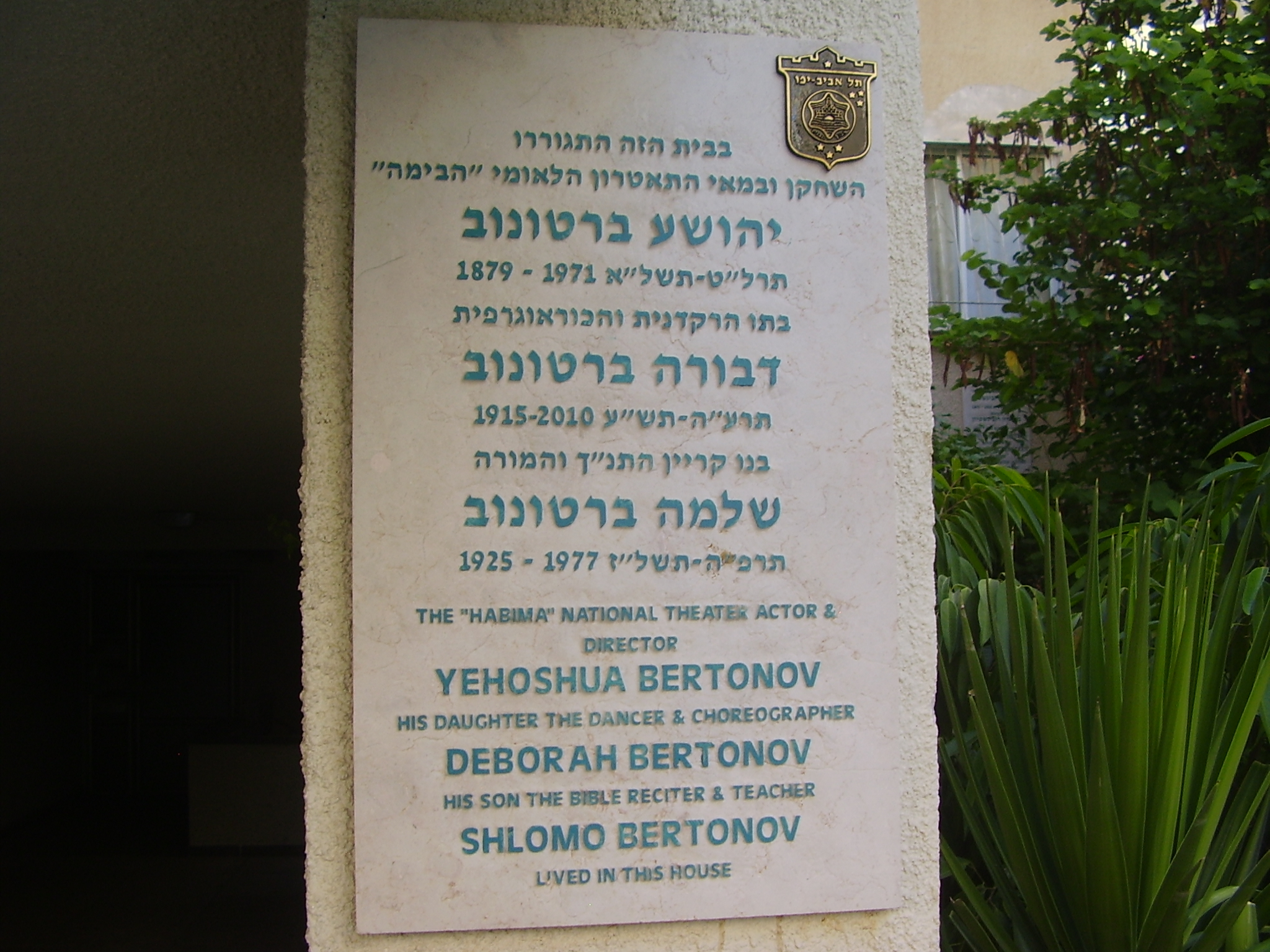
Erinnerungstafel für Yehoshua, Deborah und Shlomo

## Leben
Deborah Bertonoff war eine Tochter des aus Wilna stammenden jüdischen Schauspielers Jehoshua Bertonoff (1879–1971), der sich 1922 in Moskau der Habimah-Truppe anschloss, und der Schauspielerin Miriam Bertonoff (1891–1973). Auch ihren Bruder Shlomo zog es zum Theater. 1923 begann sie eine Ballettausbildung am Bolschoi-Ballett. Sie hatte als Kind einen Auftritt im  „Bettlertanz“ im Schauspiel Der Dibbuk unter der Regie  von Jewgeni Wachtangow. 1928 wanderte ihre Familie mit der Habimah-Truppe nach Palästina aus. Ab 1929 studierte sie in Berlin Tanz an der Ballettschule Trümpy-Skoronel. Ab 1933 war sie wieder in Palästina, zwischendurch, 1934, studierte sie bei Kurt Jooss und Sigurd Leeder in England, 1936 gewann sie in Paris einen Tanzwettbewerb bei Serge Lifar. Für ihre Soloauftritte choreografierte sie eine Vielzahl an Tanzprogrammen.
In Tel Aviv eröffnete sie 1944 ein Tanzstudio, 1960 zog sie mit dem Studio nach Cholon. Sie produzierte 1946 Exodus from Egypt mit der Musik von Josef Tal, daraus entwickelte sich 1957 Memories of a Nation. 1948 hatte sie einen ersten Auftritt am Broadway. Sie repräsentierte 1962 Israel im Moskauer Festival Theater der Nationen. Mit Stipendien der UNESCO forschte sie 1960 und 1965 in Ghana und 1966 in Indien. 1970 trat sie von der Bühne ab. 1985 kam sie für eine Retrospektive und einer neuen  Version ihres „Bettlertanzes“ zurück und arbeitete weiter als Tänzerin und Tanzpädagogin bis zu einem Unfall im Jahr 2002. Danach konzentrierte sie sich auf ihre Autobiografie, die 2005 erschien.
Bertonoff heiratete 1937 den Schriftsteller Emanuel Bin-Gorion (1903–1987). Ihr 1938 geborener Sohn Iddo Bin-Gorion wurde Bühnenschriftsteller, er war kurzzeitig mit der Schauspielerin Dorian Leigh verheiratet und starb 1972 durch Suizid.
Sie gab mehrere Bücher über Tanz heraus und schrieb über 100 Kolumnen in der Tagespresse. Im Jahr 1991 wurde sie mit dem Israel-Preis für Tanz ausgezeichnet. Im Jahr 2000 wurde mit ihr der Dokumentarfilm Making Way for a Green Leaf : a day in the life of Devora Bertonov produziert.

## Schriften (Auswahl)
Titel der hebräischen Schriften in englischer Rohübersetzung
- Dancing Towards the Earth: A Journey through Ghana. Tel Aviv: 1964 (en)
- From Between the Curtains. 1971
- Dancing Toward the Horizon: A Journey through India. Tel Aviv: 1973
- Dance, Drums and Drama. Tel Aviv: 1975 (en)
- Dancing as the Spirit Moves You. 1981
- Journey into the World of Dance. Tel Aviv: 1982
- Dancing Towards the Earth. Revised edition. Tel Aviv: 1985
- Backstage of the Soul. Tel Aviv: 2005